# Snina
Snina és una ciutat d'Eslovàquia. Es troba a la regió de Prešov, és capital del districte de Snina.

## Història
La primera referència escrita de la vila data del 1317.

## Demografia
| Godina             | 1994   | 2004   | 2014   | 2024    |
| ------------------ | ------ | ------ | ------ | ------- |
| Nombre de persones | 20.603 | 21.328 | 20.294 | 17.879  |
| Diferència         |        | +3,51% | −4,84% | −11,90% |

| Godina             | 2023   | 2024   |
| ------------------ | ------ | ------ |
| Nombre de persones | 18.101 | 17.879 |
| Diferència         |        | −1,22% |

## Ciutats agermanades
- Khust, Ucraïna
- Krementxuk, Ucraïna
- Lesko, Polònia